# 杜古阿塔斯站 (地鐵)
杜古阿塔斯站是印度尼西亞雅加達地鐵南北線的一座地下車站，位於中雅加達行政市銘登鎮丹戎卡朗路。該站在2019年3月24日雅加達地鐵南北線第一期通車時開放載客，設有5個出入口和1個島式月台。本車站由印尼國家銀行冠名贊助。

## 歷史
南北線第一期（布陸斯谷站－印度尼西亞大酒店圓環站）於2013年10月10日動工，至2019年3月24日開放載客，杜古阿塔斯站因而啟用，成為南北線的中途站之一。

## 车站结构

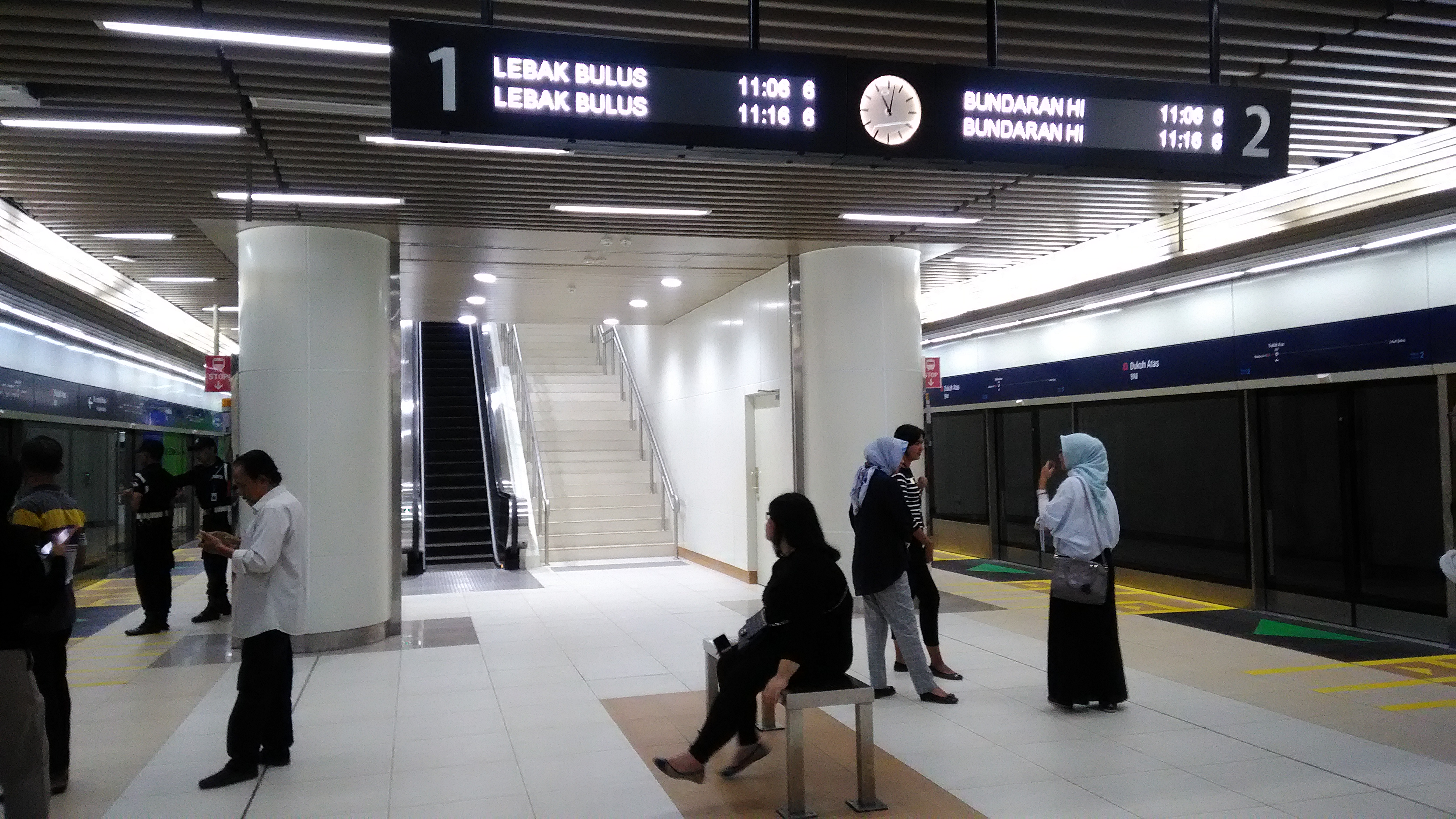
杜古阿塔斯站月台

杜古阿塔斯站屬於地下車站，由於下行區間需要下穿芝利翁河（西洩洪渠），所以杜古阿塔斯站比其他地下車站更深（深25米），結構也和其他地下車站不一樣。該站設有3層，地面為出入口，地下一樓、二樓為公眾區／商業區，地下三樓為南北線月台（往布陸斯谷／印度尼西亞大酒店圓環）。
| 地面     | 出入口                     | 出入口                                 | 出入口 |
| 地下一樓 | 公眾區、商業區             | 公眾區、商業區                         |        |
| 地下二樓 | 公眾區、商業區             | 公眾區、商業區                         |        |
| 地下三樓 | 南                         | 南北線列車往布陸斯谷方向（瑟迪亞布迪） |        |
| 地下三樓 | 島式月台，左邊車門將會打開 |                                        |        |
| 地下三樓 |                            | 南北線列車往印度尼西亞大酒店圓環方向   | 北     |

## 服務及接駁交通
工作日期間，南北線列車平時的班次平均為9分鐘一班，繁忙時段（早上7時至9時、晚上5時至7時）則縮短為平均5分鐘一班。假日期間，列車班次平均為10分鐘一班。從杜古阿塔斯站開往印度尼西亞大酒店圓環站的首班車在每天上午5時13分開出，末班車在每天晚上11時38分開出，開往布陸斯谷站的首班車在每天上午5時09分開出，末班車在每天晚上11時34分開出。
乘客可在本站周圍換乘雅加達專線巴士1號線、4C號線、6M號線，9C號線、T11號線、S21號線、BW4號線，美都小巴P15號線、S640號線等巴士路線、通勤鐵路和機場鐵路。將來乘客還可以在附近換乘雅加達輕軌和大雅加達輕軌。

## 外部連結
- 雅加達地鐵公司：杜古阿塔斯站 （页面存档备份，存于） （印尼文）